# Sine Frontera
Sine Frontera est un groupe italien de folk rock, originaire de Mantoue.

## Histoire
La participation à des concours nationaux tels que l'Arezzo Wave et les nombreux concerts permettent au groupe d'être de plus en plus acclamé et de remporter de nombreuses récompenses. En 2003, ils sortent leur premier album, l'éponyme Sine Frontera et remportent le Premio Millenaria di Gonzaga en tant que « meilleure qualité expressive ». Durant l'été 2004, ils remportent le Casoni Music Live Festival, ce qui les amène à monter sur la scène du Meeting delle Etichette Indipendenti (MEI) en novembre de la même année.
En 2005, ils se produisent sur la scène du théâtre Ariston lors du Mantova Musica Festival, aux côtés d'artistes tels que Eugenio Finardi, Yo Yo Mundi, Teresa De Sio et Roy Paci. Cette étape marque la phase la plus concrète de leur carrière et ils ouvrent les concerts de Negramaro et de The Neck, un groupe irlandais dirigé par Leeson O'Keeffe (ancien Popes aux côtés de Shane MacGowan, ancien leader des Pogues). En juillet 2005, leur deuxième album Sola Andata sort.
En juin 2007, ils reviennent sur la scène du Mantua Musica Festival, cette fois en tant qu'invités, rassemblent tout le matériel enregistré pendant la tournée et sortent leur troisième album Live Tour, une compilation de titres entièrement enregistrés en direct, plus un inédit, La Carovana. À la fin de l'année, Riccardo « Mabus » Moretti (batterie) et Paolo Sterzi (violon) quittent le groupe. Lors de la tournée 2008, Sine Frontera participe au festival européen pour le peuple tibétain Concert pour le Tibet, organisé aux Houches, en France, pour coïncider avec le début des Jeux olympiques d'été de 2008,. En 2009, le quatrième album 20 Now sort pour coïncider avec le 20e anniversaire de la chute du mur de Berlin.
En 2010, ils participent au projet Musica teatro in Carcere, jouant pour les détenus du pénitencier C. Poma à Mantoue. La tournée d'été les voit jouer dans de nombreux festivals, dont le concert pour le Chiapas à Innsbruck (Autriche) et le concert de Sine Frontera, qui se déroule à guichets fermés avec plus de 3 000 participants. En novembre, ils participent au MEI pour la troisième fois en tant que représentants du Project Play, qui implique de nombreux clubs Arci en Italie et de nombreux groupes dans le projet d'échange culturel entre les réalités musicales italiennes et étrangères.
En mai 2011, au Cam Bernades de Barcelone, en Espagne, débute la tournée dédiée aux 10 ans d'activité du groupe. En 2012, Matteo Del Miglio rejoint le groupe au trombone. En 2013 sort le clip vidéo Hombres, annonçant la sortie du nouvel album : I Taliani, qui sort officiellement en novembre 2013, peu après le guitariste Simone Rebucci et le batteur Daniel Horacio Crocco quittent le groupe.
En mars 2016, le clip du nouveau single Mar dei migranti sort, annonçant la sortie du nouvel album Restiamo Umani, qui sort le 22 avril 2016,. Un an plus tard, l'accordéoniste Marco Ferrari quitte le groupe fin 2017. En 2023, le groupe sort un nouveau single, C'est fini accompagné de son clip.

## Style musical
Le genre joué par le groupe va du folk au rock, avec des influences de cultures non-européennes et celtiques. Les paroles sont presque exclusivement en italien, bien que l'utilisation du dialecte de la région inférieure de Mantoue soit souvent utilisée dans les chansons plus folkloriques. Sur l'album 20 Now (2009), des phrases en espagnol sont également utilisées à plusieurs reprises, prononcées par le batteur du groupe, qui est d'origine argentine. 

## Membres

### Membres actuels
- Antonio Resta – chant
- Simone Angiuli – violon
- Federico Ferrari – guitare solo, chant
- Enrico Truzzi – batterie
- Fabio Ferrari – basse
- Simone Dalmaschio – percussions, voix
- Matteo Del Miglio – trombone

### Anciens membres
- Riccardo « Mabus » Moretti – batterie (jusqu'en septembre 2006)
- Paolo Sterzi – violon (jusqu'en juin 2006)
- Simone Rebucci – guitare (jusqu'en décembre 2013)
- Daniel Horacio Crocco – batterie (jusqu'en mai 2015)
- Marco Ferrari – accordéon (2002-2017)

## Discographie

### Albums studio
- 2003 : Sine Frontera
- 2005 : Sola andata
- 2007 : Live tour
- 2009 : 20 Now
- 2013 : I Taliani
- 2014 : Origini
- 2016 : Restiamo umani
- 2023 : Il mondo alla rovescia

### Singles
- 2003 : Posizione orizzontale
- 2005 : Onorevoleshow
- 2005 : Kebab
- 2009 : Contaminaciòn
- 2009 : 20 Now
- 2013 : Hombres
- 2016 : Mar dei migranti